# カーノック男爵
カーノック男爵（英語: Baron Carnock）は、連合王国貴族の男爵位。1916年に外交官の第11代準男爵サー・アーサー・ニコルソンが叙されたのに始まる。

## 歴史
スコットランド・スターリングシャーの地主で法律家だったトマス・ニコルソン(生年不詳-1646)は、1637年1月16日にノヴァスコシア準男爵位の(スターリング州におけるカーノックのニコルソン)準男爵（Baronet "Nicolson, of 
Carnock, in the County of Stirling"）に叙された。
4代準男爵サー・トマス・ニコルソン(1669–1688)は、母方からスコットランド貴族爵位ネイピア卿を継承しているが、子供がなかったので彼の死後には準男爵位とネイピア卿の継承者は別々となった。
10代準男爵サー・フレデリック・ニコルソン(1815–1899)は、海軍大将まで昇進した海軍軍人だった。
その息子である11代準男爵サー・アーサー・ニコルソン(1849–1928)は、在スペイン大使(在職1904年-1905年)、在ロシア大使(在職1906年-1910年)、外務省事務次官(在職1910年-1916年)などを歴任し、1916年6月27日に連合王国貴族爵位スターリング州におけるカーノックのカーノック男爵(Baron Carnock, of Carnock in the County of Stirling)に叙された。
4代カーノック男爵デイヴィッド・ヘンリー・アーサー・ニコルソン(1920–2008)は、1984年9月3日にスコットランド紋章院によりノヴァスコシア準男爵位(ミッドロージアン州におけるラスウェードのニコルソン)準男爵の継承者であると認定された。この準男爵位は(スターリング州におけるカーノックのニコルソン)準男爵の初代であるトマス・ニコルソンの兄ジョン・ニコルソンが1629年に叙されたノヴァスコシア準男爵位であり、「全ての男性相続人」という特別継承規定が付けられていた。
4代男爵には子供がなかったため、初代男爵に遡っての分流で、労働党の下院議員だったハロルド・ニコルソンの孫であるアダム・ニコルソン(1957-)が5代男爵を継承した。2018年現在の当主も彼で、ただしアダムは、2つの準男爵位についてまだ保有を確認されていない。

## 現当主の保有爵位/準男爵位
現在の当主であるアダム・ニコルソンは、以下の爵位・準男爵位を保有している。ただし、2つの準男爵位に関してはその継承を証明できていないため推定である。
- スターリング州におけるカーノックの第5代カーノック男爵 (5th Baron Carnock, of Carnock in the County of Stirling)
(1916年6月27日の勅許状による連合王国貴族爵位)
- (ミッドロージアン州におけるラスウェードのニコルソン)第17代準男爵（英語版）(デ・ジュリ)(17th Baronet "Nicolson, of Lasswade, in the County of Midlothian")
(1629年7月27日の勅許状によるノヴァスコシア準男爵位)
- (スターリング州におけるカーノックのニコルソン)第15代準男爵(デ・ジュリ)(15th Baronet "Nicolson, of Carnock, in the County of Stirling")
(1637年1月16日の勅許状によるノヴァスコシア準男爵位)

## 歴代当主

### (カーノックのニコルソン)準男爵 (1636年)
- 初代準男爵サー・トマス・ニコルソン（英語版） (Thomas Nicholson, 生年不詳-1646)
- 2代準男爵サー・トマス・ニコルソン (Thomas Nicolson, 1628–1664)
- 3代準男爵サー・トマス・ニコルソン (Thomas Nicolson, 1649–1670)
- 4代準男爵/4代ネイピア卿サー・トマス・ニコルソン (Thomas Nicolson, 1669–1688)
- 5代準男爵サー・トマス・ニコルソン (Thomas Nicolson, 生年不詳-1699年)
- 6代準男爵サー・ジョージ・ニコルソン (George Nicolson, 生年不詳-1771年)
- 7代準男爵サー・ウォルター・フィリップ・ニコルソン (Walter Philip Nicholson, 生年不詳-1786)
- 8代準男爵サー・デイヴィッド・ニコルソン (David Nicolson, 生年不詳-1806)
- 9代準男爵サー・ウィリアム・ニコルソン (William Nicolson, 1758–1820)
- 10代準男爵サー・フレデリック・ウィリアム・アースキン・ニコルソン (Frederick William Erskine Nicolson, 1815–1899)
- 11代準男爵サー・アーサー・ニコルソン(Arthur Nicolson, 1849–1928)
  - 1916年にカーノック男爵に叙される

### カーノック男爵 (1916年)
- 初代カーノック男爵アーサー・ニコルソン(Arthur Nicolson, 1849–1928)
- 2代カーノック男爵フレデリック・アーチボルド・ニコルソン (Frederick Archibald Nicolson, 1883–1952)
- 3代カーノック男爵アースキン・アーサー・ニコルソン (Erskine Arthur Nicolson, 1884–1982)
- 4代カーノック男爵デイヴィッド・ヘンリー・アーサー・ニコルソン (David Henry Arthur Nicolson, 1920–2008)
- 5代カーノック男爵アダム・ニコルソン（英語版）[8][9] (1957-)
  - 法定推定相続人は現当主の長男トマス・ニコルソン閣下(the Hon. Thomas Nicolson, 1984-)